# Erateina olivata
Erateina olivata är en fjärilsart som beskrevs av Paul Dognin 1912. Erateina olivata ingår i släktet Erateina och familjen mätare. Inga underarter finns listade i Catalogue of Life.